# Model de localització espontània contínua

El model de localització espontània contínua (CSL) és un model de col·lapse espontani en mecànica quàntica, proposat el 1989 per Philip Pearle. i va finalitzar el 1990 Gian Carlo Ghirardi, Philip Pearle i Alberto Rimini.

## Introducció
El model de reducció dinàmica (també conegut com a col·lapse) més estudiat és el model CSL. Basant-se en el model de Ghirardi-Rimini-Weber, el model CSL descriu el col·lapse de la funció d'ona com si es produís contínuament en el temps, en contrast amb el model de Ghirardi-Rimini-Weber.
Algunes de les característiques clau del model són:
- La localització té lloc en la posició, que és la base preferida en aquest model.
- El model no altera significativament la dinàmica dels sistemes microscòpics, mentre que esdevé fort per a objectes macroscòpics: el mecanisme d'amplificació assegura aquest escalat.
- Preserva les propietats de simetria de partícules idèntiques.
- Es caracteritza per dos paràmetres: {\displaystyle \lambda } i {\displaystyle r_{C}}, que són respectivament la taxa de col·lapse i la longitud de correlació del model.

## Equació dinàmica
L'equació dinàmica CSL per a la funció d'ona és estocàstica i no lineal:
{\displaystyle \operatorname {d} \!|\psi _{t}\rangle =\left[-{\frac {i}{\hbar }}{\hat {H}}\operatorname {d} \!t+{\frac {\sqrt {\lambda }}{m_{0}}}\int \operatorname {d} \!{\bf {x}}\,{\hat {N}}_{t}({\bf {x}})\operatorname {d} \!W_{t}({\bf {x}})\right.\left.-{\frac {\lambda }{2m_{0}^{2}}}\int \operatorname {d} \!{\bf {x}}\int \operatorname {d} \!{\bf {y}}\,g({\bf {x}}-{\bf {y}}){\hat {N}}_{t}({\bf {x}}){\hat {N}}_{t}({\bf {y}})\operatorname {d} \!t\right]|\psi _{t}\rangle .}Aquí H^ és l'hamiltonià que descriu la dinàmica mecànica quàntica, {\displaystyle m_{0}} és una massa de referència presa igual a la d'un nucleó, {\displaystyle g({\bf {x}}-{\bf {y}})=e^{-{({\bf {x}}-{\bf {y}})^{2}}/{4r_{C}^{2}}}} , i el camp de soroll  {\displaystyle w_{t}({\bf {x}})=\operatorname {d} \!W_{t}({\bf {x}})/\operatorname {d} \!t} té una mitjana zero i una correlació igual a {\displaystyle \mathbb {E} [w_{t}({\bf {x}})w_{s}({\bf {y}})]=g({\bf {x}}-{\bf {y}})\delta (t-s),}on {\displaystyle \mathbb {E} [\ \cdot \ ]} denota la mitjana estocàstica sobre el soroll. Finalment, escrivim  {\displaystyle {\hat {N}}_{t}({\bf {x}})={\hat {M}}({\bf {x}})-\langle \psi _{t}|{\hat {M}}({\bf {x}})|\psi _{t}\rangle ,}on {\displaystyle {\hat {M}}({\bf {x}})} és l'operador de densitat de massa, que es llegeix
{\displaystyle {\hat {M}}({\bf {x}})=\sum _{j}m_{j}\sum _{s}{\hat {a}}_{j}^{\dagger }({\bf {x}},s){\hat {a}}_{j}({\bf {x}},s),}on {\displaystyle {\hat {a}}_{j}^{\dagger }({\bf {y}},s)} i {\displaystyle {\hat {a}}_{j}^{\dagger }({\bf {y}},s)} són, respectivament, els segons operadors de creació i aniquilació quantificats d'una partícula de tipus j amb espín s al punt y de massa mj. L'ús d'aquests operadors satisfà la conservació de les propietats de simetria de partícules idèntiques. A més, la proporcionalitat de massa implementa automàticament el mecanisme d'amplificació. L'elecció de la forma de
L'acció del model CSL es quantifica mitjançant els valors dels dos paràmetres fenomenològics {\displaystyle \lambda } i {\displaystyle r_{C}}. Originalment, el model Ghirardi-Rimini-Weber va proposar {\displaystyle \lambda =10^{-17}\,} s {\displaystyle ^{-1}} a {\displaystyle r_{C}=10^{-7}\,} m, mentre que més tard Adler va considerar valors més grans: {\displaystyle \lambda =10^{-8\pm 2}\,} s {\displaystyle ^{-1}} per {\displaystyle r_{C}=10^{-7}\,} m, i {\displaystyle \lambda =10^{-6\pm 2}\,} s {\displaystyle ^{-1}} per {\displaystyle r_{C}=10^{-6}\,} m. Finalment, aquests valors han d'estar delimitats per experiments.
A partir de la dinàmica de la funció d'ona es pot obtenir l'equació mestra corresponent per a l'operador estadístic {\displaystyle {\hat {\rho }}_{t}} : {\displaystyle {\frac {\operatorname {d} \!{\hat {\rho }}_{t}}{\operatorname {d} \!t}}=-{\frac {i}{\hbar }}\left[{\hat {H}},{{\hat {\rho }}_{t}}\right]-{\frac {\lambda }{2m_{0}^{2}}}\int \operatorname {d} \!{\bf {x}}\int \operatorname {d} \!{\bf {y}}\,g({\bf {x}}-{\bf {y}})\left[{{\hat {M}}({\bf {x}})},\left[{{{\hat {M}}({\bf {y}})},{{\hat {\rho }}_{t}}}\right]\right].} Un cop l'equació mestra es representa a la base de posició, queda clar que la seva acció directa és diagonalitzar la matriu de densitat en posició. Per a una sola partícula puntual de massa {\displaystyle m}, es llegeix {\displaystyle {\frac {\partial \langle {{\bf {x}}|{\hat {\rho }}_{t}|{\bf {y}}}\rangle }{\partial t}}=-{\frac {i}{\hbar }}\langle {{\bf {x}}|\left[{\hat {H}},{{\hat {\rho }}_{t}}\right]|{\bf {y}}}\rangle -\lambda {\frac {m^{2}}{m_{0}^{2}}}\left(1-e^{-{\tfrac {({\bf {x}}-{\bf {y}})^{2}}{4r_{C}^{2}}}}\right)\langle {{\bf {x}}|{\hat {\rho }}_{t}|{\bf {y}}}\rangle ,} on els termes fora de la diagonal, que tenen {\displaystyle {\bf {x}}\neq {\bf {y}}}, decauen exponencialment. Per contra, els termes diagonals, caracteritzats per {\displaystyle {\bf {x}}={\bf {y}}}, es conserven. Per a un sistema compost, la taxa de col·lapse d'una sola partícula {\displaystyle \lambda } s'hauria de substituir pel del sistema compost {\displaystyle \lambda {\frac {m^{2}}{m_{0}^{2}}}\to \lambda {\frac {r_{C}^{3}}{\pi ^{3/2}m_{0}^{2}}}\int \operatorname {d} \!{\bf {k}}|{\tilde {\mu }}({\bf {k}})|^{2}e^{-k^{2}r_{C}^{2}},} on {\displaystyle {\tilde {\mu }}(k)} és la transformada de Fourier de la densitat de massa del sistema.

## Proves experimentals
Contràriament a la majoria de les altres solucions proposades per al problema de mesura, els models de col·lapse són comprovables experimentalment. Els experiments que proven el model CSL es poden dividir en dues classes: experiments interferomètrics i no interferomètrics, que investiguen respectivament els efectes directes i indirectes del mecanisme de col·lapse.

### Experiments interferomètrics
Els experiments interferomètrics poden detectar l'acció directa del col·lapse, que és localitzar la funció d'ona a l'espai. Inclouen tots els experiments on es genera una superposició i, després d'un temps, es sonda el seu patró d'interferència. L'acció de CSL és una reducció del contrast d'interferència, que es quantifica mitjançant la reducció dels termes fora de la diagonal de l'operador estadístic {\displaystyle \rho (x,x',t)={\frac {1}{2\pi \hbar }}\int _{-\infty }^{+\infty }\operatorname {d} \!k\int _{-\infty }^{+\infty }\operatorname {d} \!w\,e^{-ikw/\hbar }F_{CSL}(k,x-x',t)\rho ^{QM}(x+w,x'+w,t),} on {\textstyle \rho ^{QM}} denota l'operador estadístic descrit per la mecànica quàntica, i definim {\displaystyle F_{CSL}(k,q,t)=\exp {\bigg [}-\lambda {\frac {m^{2}}{m_{0}^{2}}}t\left(1-{\frac {1}{t}}\int _{0}^{t}\operatorname {d} \!\tau \,e^{-{(q-{\frac {k\tau }{m}})^{2}}/{4r_{C}^{2}}}\right){\bigg ]}.} Els experiments que proven aquesta reducció del contrast d'interferència es duen a terme amb àtoms freds, molècules i diamants entrellaçats.

### Experiments no interferomètrics
Els experiments no interferomètrics consisteixen en proves CSL, que no es basen en la preparació d'una superposició. Exploten un efecte indirecte del col·lapse, que consisteix en un moviment brownià induït per la interacció amb el soroll del col·lapse. L'efecte d'aquest soroll equival a una força estocàstica efectiva que actua sobre el sistema, i es poden dissenyar diversos experiments per quantificar aquesta força.